# James Sloyan
James Joseph Sloyan (Indianapolis, 24 febbraio 1940) è un attore statunitense.
È noto per aver interpretato numerosi ruoli in serie e miniserie televisive, soprattutto di fantascienza, tra cui Buck Rogers, X-Files, In viaggio nel tempo e vari episodi di alcune serie del franchise di Star Trek, ivi comprese Star Trek: The Next Generation, Star Trek: Deep Space Nine e Star Trek: Voyager. È inoltre noto come "la voce della Lexus" per aver prestato la voce agli spot televisivi della Lexus fino al 2009.

## Biografia
In tenera età, James Sloyan lascia gli Stati Uniti per vivere all'estero con la famiglia, in Italia, a Roma, Capri e Milano; in Svizzera e in Irlanda. La sua carriera nel mondo dello spettacolo ha inizio al suo ritorno negli Stati Uniti, nel 1957, quando Sloyan riceve una borsa di studio per l'American Academy of Dramatic Arts. La sua carriera di attore agli esordi viene temporaneamente interrotta nel 1962, quando viene arruolato nell'esercito degli Stati Uniti, durante la Guerra del Vietnam.
Tra la metà degli anni sessanta e i primi anni settanta, recita esclusivamente a teatro, in produzioni Broadway e Off-Broadway, tra le quali vi figurano due differenti edizioni dell'Amleto di William Shakespeare, una del 1967-1968, l'altra del 1972, in cui interpreta rispettivamente Guildenstern e Rosencrantz, e un'edizione del Qualcuno volò sul nido del cuculo del 1971-1973, tratta dall'omonimo romanzo del 1962 di Ken Kesey, da cui nel 1975 è stato tratto anche il celebre film, vincitore di 5 Oscar e 6 Golden Globe. Nello stesso periodo, sempre per il Delacorte Theatre di Broadway, svolge anche l'attività di coreografo in alcune produzioni di drammi shakespeariani, quali Troilus and Cressida (1965), Re Giovanni (1967), Romeo e Giulietta (1968), Enrico VI, parte I, Enrico VI, parte II e Riccardo III (tutti e tre del 1970).
In seguito la carriera di James Sloyan si concentra maggiormente in ruoli televisivi, partecipando a singoli episodi in parti minori o come guest star in serie televisive di successo, affiancandovi alcune apparizioni cinematografiche. Tra queste esordisce con il ruolo cinematografico di Piquant nel film del 1970 The Traveling Executioner, diretto da Jack Smight. Appare poi nel film del 1971 La gang che non sapeva sparare (1971). Nel 1973 recita nel film, vincitore di 7 Premi Oscar, La stangata, diretto da George Roy Hill e interpretato da Paul Newman e Robert Redford, in cui interpreta Mottola, personaggio che viene utilizzato per illustrare il concetto di truffatore, in una variazione della truffa detta pigeon drop (lett. "cacca di piccione") o spanish handkerchief (lett. "fazzoletto spagnolo").
A queste prime apparizioni cinematografiche fanno seguito numerose partecipazioni a singoli episodi di serie televisive, quali ad esempio quella di Mark Reuben nell'episodio del 1979 La ragazza che causava disastri della serie televisiva Wonder Woman, in cui la Principessa Diana di Themyscira viene interpretata da Lynda Carter. Sempre nel 1979 è nella miniserie televisiva Blind Ambition, nella quale interpreta il personaggio di Ronald Zigler. Numerose sono anche le partecipazioni a serie televisive di fantascienza, a cominciare dal personaggio di Barney Smith, interpretato nel doppio episodio Il pianeta della schiava, prima e seconda parte, del 1979, della serie televisiva Buck Rogers.
Nel 1980 lo troviamo nel film  Xanadu, diretto da Robert Greenwald e interpretato da Olivia Newton-John e Gene Kelly, in cui interpreta il personaggio comprimario di Simpson. Nel 1983 compare in un episodio della soap opera I Ryan. Tra il 1986 e il 1991 è in 7 episodi della celebre serie televisiva di genere giallo interpretata da Angela Lansbury, La signora in giallo, interpretando principalmente il personaggio ricorrente di Robert Butler. Nel 1987 interpreta la miniserie televisiva Giovani omicidi. Tra il 1988 e il 1989 compare in tre episodi della seconda e terza stagione della serie televisiva Matlock, interpretando due diversi personaggi. Tra il 1989 e il 1990 è in due episodio della serie MacGyver; mentre tra il 1989 e il 1992 prende parte a due episodi della serie televisiva Baywatch. Nel 1994 è nella serie di fantascienza X-Files, interpretando il dottor Frank Nollette nell'episodio della prima stagione Telepatia. Nel 1991 è ancora una volta in una serie di fantascienza, interpretando Theodore Moody, nell'episodio L'ultima danza per Jesus della serie televisiva di fantascienza In viaggio nel tempo (Quantum Leap), con protagonisti Scott Bakula e Dean Stockwell. 
Dal 1990 entra a far parte del franchise di fantascienza Star Trek, interpretando numerosi ruoli in tre differenti serie. Il primo ruolo interpretato da sloyan nel franchise, è quello dell'ammiraglio Romulano disertore Alidar Jarok nell'episodio Il traditore (The Defector, 1989) della terza stagione della serie televisiva Star Trek: The Next Generation. Ritorna poi nella stessa serie, nella settima stagione, interpretando il Klingon K'mtar, ovvero un Alexander Rozhenko, figlio di Worf, a 50 anni, proveniente dal futuro, nell'episodio Alexander (Firstborn, 1994). Interpreta poi il Dr. Mora Pol, uno scienziato Bajoriano, padre adottivo di Odo, nei due episodi della serie televisiva Star Trek: Deep Space Nine, Il mostro dell'inconscio (The Alternate, seconda stagione, 1994) e Nascite (The Begotten, quinta stagione, 1997). È infine lo scienziato Haakoniano Ma'bor Jetrel nell'episodio  Il segreto di Neelix (Jetrel, prima stagione, 1995), della serie televisiva Star Trek: Voyager.
Tra il 1995 e il 1996 è il soprintendente Hazen in tre episodi della serie televisiva western interpretata da Jane Seymour, La signora del West. Tra il 1995 e il 1997, interpreta Averu Baltus in quattro episodi della prima e terza stagione della serie Cinque in famiglia. Nel 1996 è nel film per la televisione Non condannate mio figlio!. Nel 1998 è in un episodio della soap opera General Hospital. Nel 2000 prende parte a quattro episodi di un'altra soap opera, Febbre d'amore, in cui interpreta Harvey Sakin.
Sloyan ha prestato inoltre la voce nella pubblicità della Sprint Nextel e nel trailer di film come L'Uomo Ombra (1994), Gli anni dei ricordi (1995) e Jumper - Senza confini (2008). Ha inoltre prestato la voce alle pubblicità televisive statunitensi per la Lexus, sin dall'introduzione della marca nel mercato statunitense, divenendo così noto come "La voce della Lexus", fino al 2009, quando è stato sostituito dall'attore James Remar. Sloyan in seguito ha prestato la voce agli annunci della Mitsubishi.

## Vita privata
James Sloyan ha sposato l'attrice Deirdre Lenihan nel 1973. Hanno avuto due figli, anche loro attori: Daniel Sloyan e Samantha Sloyan.

## Filmografia parziale

### Attore

#### Cinema
- The Traveling Executioner, regia di Jack Smight (1970)
- La gang che non sapeva sparare (The Gang That Couldn't Shoot Straight), regia di Jack Smight (1971)
- La stangata (The Sting), regia di George Roy Hill (1973)
- Xanadu, regia di Robert Greenwald (1980)

#### Televisione
- Un trio inseparabile (Westside Medical) – serie TV, 13 episodi (1977)
- Wonder Woman – serie TV, episodio 3x19 (1979)
- Blind Ambition, regia di George Schaefer – miniserie TV, 4 puntate (1979)
- Buck Rogers (Buck Rogers in the 25th Century) – serie TV, episodi 1x03-1x04 (1979)
- I Ryan (Ryan's Hope) – serial TV, puntata 1985 (1983)
- Autostop per il cielo (Highway to Heaven) – serie TV, episodi 3x01-3x02 (1986)
- La signora in giallo (Murder, She Wrote) – serie TV, 7 episodi (1986-1989)
- Giovani omicidi (Billionaire Boys Club), regia di Marvin J. Chomsky – miniserie TV, puntate 1x01-1x02 (1987)
- Matlock – serie TV, episodi 2x16-2x17-3x11 (1988-1989)
- MacGyver – serie TV, episodi 4x15-5x13 (1989-1990)
- Baywatch – serie TV, episodi 1x06-2x20 (1989-1992)
- Star Trek: The Next Generation – serie TV, episodi 3x10-7x21 (1990-1994).
- In viaggio nel tempo (Quantum Leap) – serie TV, episodio 3x19 (1991)
- X-Files (The X-Files) – serie TV, episodio 1x23 (1994)
- Star Trek: Deep Space Nine – serie TV, episodi 2x12-5x12 (1994-1997)
- Star Trek: Voyager – serie TV, episodio 1x15 (1995)
- La signora del West (Dr. Quinn, Medicine Woman) – serie TV, episodi 3x14-3x26-4x24 (1995-1996)
- Cinque in famiglia (Party of Five) – serie TV, 4 episodi (1995-1997)
- Non condannate mio figlio! (My Son Is Innocent), regia di Larry Elikann – film TV (1996)
- General Hospital – serial TV, 1 puntata (1998)
- Febbre d'amore (The Love and the Restless) – serial TV, 4 puntate (2000)

### Doppiatore
- The Car and the Road, regia di Betsy de Fries e Jerry van de Beek - cortometraggio (2008)

## Teatro (parziale)

### Attore
- Hamlet, regia di Joseph Papp, Joseph Papp Public Theater/Anspacher Theater, New York (1967-1968)
- Spiro Who?, regia di Bernard Barrow, Tambellini's Gate Theatre, New York (1969)
- Indians, regia di Gene Frankel, Brooks Atkinson Theatre, New York (1969-1970)
- A Dream Out of Time, regia di Paul Aaron, Promenade Theatre, New York (1970-1971)
- One Flew Over the Cuckoo's Nest, regia di Lee D. Sankowich, Mercer Arts Center e Eastside Playhouse, New York (1971-1973)
- Hamlet, regia di Gerald Freedman, Delacorte Theater, New York (1972)

### Coreografo
- Troilus and Cressida, regia di Joseph Papp, Delacorte Theater, New York (1965)
- King John, regia di Joseph Papp, Delacorte Theater, New York (1967)
- Romeo and Juliet, regia di Joseph Papp, Delacorte Theater (1968)
- The Chronicles of King Henry VI, Part 1, regia di Stuart Vaughan, Delacorte Theater (1970)
- The Chronicles of King Henry VI, Part 2, regia di Stuart Vaughan, Delacorte Theater (1970)
- Richard III, regia di Stuart Vaughan, Delacorte Theater (1970)

## Doppiatori italiani
Nelle versioni in italiano delle opere in cui ha recitato, James Sloyan è stato doppiato da:
- Cesare Barbetti in Star Trek: The Next Generation (ep. 3x10)
- Dario Penne in Star Trek: The Next Generation (ep. 7x21)
- Claudio De Davide in La signora in giallo (ep. 3x05)
- Giorgio Lopez in La signora in giallo (ep. 4x22)
- Luciano Marchitiello in La signora in giallo (ep. 6x19)
- Oliviero Dinelli in La signora in giallo (st. 7)
- Mario Milita in Star Trek: Voyager
- Guido Cerniglia in X-Files
- Luigi Montini in Star Trek: Deep Space Nine (ep. 2x12)
- Luigi La Monica in Star Trek: Deep Space Nine (ep. 5x12)